# Quan hệ Colombia – Venezuela

Quan hệ ngoại giao giữa Cộng hòa Colombia và Cộng hòa Bolivar Venezuela đã được phát triển từ đầu thập niên 1500, khi những người thực dân của Đế quốc Tây Ban Nha thành lập tỉnh Santa Marta (Colombia bây giờ) và Tỉnh Tân Andalucia (Venezuela bây giờ). Hai quốc gia có chung lịch sử giành độc lập dưới sự chỉ huy của Simón Bolívar và trở thành một nước-Đại Colombia—vốn tan rã vào thế kỷ 19. Kể từ đó, toàn bộ mối bang giao giữa hai nước đã chao đảo giữa hợp tác và xung đột hai bên.

## Lịch sử

### 2009

#### Căng thẳng về vũ khí
Vào cuối tháng 7, Colombia xác nhận tịch thu được súng chống chiến xa của phiến quân đến từ Venezuela. Để đáp trả, Venezuela triệu hồi đại sứ về nước. Chavez đã cáo buộc Colombia có hành động vô trách nhiệm khi cáo buộc rằng các khẩu súng chống chiến xa Venezuela mua của Thụy Điển trong thập niên 80 đã được chuyển giao cho phiến quân Colombia "Lực lượng Võ trang Cách mạng Colombia" (FARC). Phía Thụy Điển xác nhận số vũ khí này khởi thủy đã được bán cho quân đội Venezuela.
Sự căng thẳng giữa hai quốc gia láng giềng đã trở nên trầm trọng hơn khi Colombia thương thuyết một thỏa ước với Hoa Kỳ, theo đó sẽ cho phép quân đội Hoa Kỳ thuê dài hạn sáu căn cứ quân sự ở quốc gia này. Tuy nhiên Chavez trấn an một nhóm nhân vật tranh đấu Colombia rằng ông ta sẽ không thực hiện lời đe dọa hoàn toàn cắt đứt liên lạc ngoại giao với Colombia. Nhóm này, do Nghị sĩ Piedad Cordoba hướng dẫn, cùng với Alan Jara, một cựu con tin bị FARC bắt giữ, đã đến trước khi có cuộc viếng thăm của cựu Tổng thống Colombia Ernesto Samper vào ngày 6/8, cũng với mục tiêu làm giảm tình trạng căng thẳng.

#### Venezuela làm hòa, gửi đại sứ đến Colombia
Bà Cordoba, một đồng minh thân cận của Chavez, yêu cầu Chavez đưa ông Marquez về lại nhiệm sở của mình. Bà sau đó nói với báo chí rằng sự thành công của cuộc gặp gỡ này "là một thông điệp rất quan trọng" cho FARC về nhu cầu phải có thảo luận. Chavez cũng sẵn sàng làm việc với Colombia để đạt được một thỏa thuận, nhưng yêu cầu Tổng thống Alvaro Uribe phải "hiểu biết hơn và đặt vào hoàn cảnh chúng tôi."
Ngày 8/8, Tổng thống Chavez tuyên bố sẽ gửi đại sứ về lại nhiệm sở ở Colombia, nhằm giải quyết tình trạng căng thẳng ngoại giao sau khi vũ khí bán cho Venezuela lại được tìm thấy trong kho vũ khí phiến quân. Chavez nói với Đại sứ Gustavo Marquez là hãy quay về lại thủ đô Bogota 11 ngày sau khi triệu hồi. "Hãy về lại Bogota, Gustavo," Chavez nói. "Hãy về làm việc đi."

#### Chavez báo động quân đội sẵn sàng chiến tranh với Colombia
Tổng thống Hugo Chavez ra lệnh cho quân đội của mình phải chuẩn bị cho một cuộc đối đầu quân sự có thể xảy ra với Colombia, cảnh cáo rằng việc chính phủ Bogota tăng cường sự hiện diện quân sự của Hoa Kỳ tại các căn cứ trên lãnh thổ Colombia là mối đe dọa cho Venezuela. Chavez trong thời gian gần đó hầu như đã hằng ngày đưa ra những lời cảnh cáo rằng Washington có thể dùng các căn cứ ở Colombia để tạo sự bất ổn trong vùng. "Mối đe dọa cho chúng ta đang ngày càng gia tăng," Chavez nói ngày 9/8. "Tôi kêu gọi dân chúng và quân đội hãy sẵn sàng chiến đấu!"
Vị cựu đại tá nhảy dù nói lính Colombia đã thấy vượt qua khu vực biên giới trập trùng dài 2.300 cây số giữa hai nước và cho rằng phía Colombia có thể muốn khiêu khích quân đội Venezuela. "Chúng dùng thuyền vượt sông Orinoco và tiến vào lãnh thổ Venezuela," Chavez nói. "Khi quân chúng ta đến nơi, chúng đã bỏ đi." Tại Bogota, Bộ Ngoại giao Colombia đưa ra một bản thông cáo bác bỏ tin nói rằng quân đội Colombia đã tiến vào Venezuela, sau khi duyệt xét các hoạt động tuần tiễu của quân đội Colombia. Chavez nói Bộ Ngoại giao Venezuela sẽ chính thức gửi công hàm phản đối và cảnh cáo Colombia rằng "quân đội Venezuela sẽ có phản ứng nếu có cuộc tấn công nhắm vào Venezuela."
Chavez tham dự cuộc họp thượng đỉnh vào giữa tháng 8 của Liên Hiệp các Quốc gia Nam Mỹ tại Quito, Ecuador, để kêu gọi các đồng minh châu Mỹ La Tinh tạo áp lực lên Tổng thống Colombia Alvaro Uribe hầu buộc ông này phải xét lại kế hoạch tăng cường sự hiện diện của quân đội Mỹ. Chavez cũng ra lệnh ngưng bán dầu thô với giá rẻ cho Colombia, nói rằng Venezuela sẽ không trợ giúp một nước láng giềng luôn gây sự. "Hãy để họ mua với giá thị trường. Làm sao mà chúng ta có thể giúp chính phủ Uribe trong trường hợp này?" Chavez nói.
Các giới chức Colombia nói Venezuela không có lý do gì để phải lo lắng và quân đội Hoa Kỳ chỉ giúp chống buôn bán ma túy. Bản dự thảo cho thuê 10 năm sẽ không đẩy con số binh sĩ Mỹ và các nhân viên tư nhân làm việc theo giao kèo lên quá con số 1.400 người, vốn là mức tối đa được luật pháp Hoa Kỳ cho phép.

#### Quân đội Venezuela được lệnh chuẩn bị chiến tranh với Colombia
Ngày 8 tháng 11, Tổng thống Chavez ra lệnh cho quân đội Venezuela chuẩn bị cho chiến tranh với Colombia, nói rằng quốc gia này phải sẵn sàng nếu Hoa Kỳ tìm cách khiêu khích để có chiến tranh giữa hai quốc gia láng giềng ở Nam Mỹ. Chavez nói Venezuela có thể phải giao chiến với Colombia nếu tình trạng căng thẳng tiếp tục lên cao, và ông cảnh cáo rằng nếu xảy ra chiến tranh "thì có thể sẽ lan rộng khắp lục địa."
"Cách hay nhất để ngăn ngừa chiến tranh là chuẩn bị cho điều này," Chavez nói với các sĩ quan chỉ huy trong bài diễn văn hàng tuần trên đài phát thanh và truyền hình, và cũng nhắc lại vấn đề căn cứ quân sự Hoa Kỳ là mối đe dọa cho sự ổn định trong vùng. Chính phủ của Tổng thống Alvaro bác bỏ điều mà họ gọi là "mối đe dọa chiến tranh từ chính phủ Venezuela," nói rằng sẽ phản đối lời phát biểu của Chavez trước Tổ chức Các Quốc gia châu Mỹ và Hội đồng Bảo an Liên Hợp Quốc. "Colombia chưa hề, và sẽ không bao giờ, có hành động gây chiến," theo lời phát ngôn viên chính phủ Cesar Mauricio Velasquez. Ông không nói chi tiết về việc đưa vấn đề này ra trước Tổ chức Các Quốc gia châu Mỹ và Liên Hợp Quốc.